# 크리스티안 트레슈
크리스티안 트레슈(Christian Träsch, 1987년 9월 1일, 잉골슈타트 ~)는 독일의 전 축구 선수로, 과거 미드필더로 활약하였다. 그는 다재다능함으로 알려져 있으며, 그는 라이트 백으로도 기용 가능했다.

## 경력

### 클럽 경력
그는 2008년 2월 3일 FC 샬케 04를 상대로 프로 데뷔전을 치렀다. 트레슈는 2008년 10월 5일에 VfB 슈투트가르트 소속으로 SV 베르더 브레멘을 상대로 그의 첫 골을 기록하였다. 이 골은 발리슛으로, 골대 25m 바깥에서 기록하였다.
2009년 1월 21일, 그는 VfB 슈투트가르트와의 계약을 2012년 여름까지 연장하였다.
2011년 7월 25일, 트레슈는 VfL 볼프스부르크로 이적하였다.

### 국가대표 경력
2009년 5월 19일, 트레슈는 아시아 투어를 할 독일 시니어팀에 차출되었다. 그는 6월 2일, 아랍에미리트전에서 데뷔전을 치렀다. 그는 79분에 안드레아스 힌켈과 교체 투입되었다.